# 中华衣笠螺
中华衣笠螺（学名：Stellaria chinensis），又名中華綴殼螺，是一個大型的海螺物種，屬於缀壳螺科的一種海洋腹足綱軟體動物。舊屬衣笠螺屬，今屬扶轮螺属。

## 分佈
本物種分佈於南海海域，常栖息在潮下带。